# Șcheia (Iași)
Șcheia è un comune della Romania di 3 359 abitanti, ubicato nel distretto di Iași, nella regione storica della Moldavia.
Il comune è formato dall'unione di 5 villaggi: Căuești, Cioca-Boca, Poiana Șcheii, Satu Nou, Șcheia.